# PETRA (Accelerador d'anell tàndem positró-electró)
L'accelerador d'anell tàndem de positrons-electrons (PETRA) és un accelerador de partícules del laboratori nacional DESY a Hamburg, Alemanya. En el moment de la seva construcció, era l'anell d'emmagatzematge més gran d'aquest tipus i és encara el segon sincrotró més gran de DESY després del col·lisionador HERA. El propòsit original de PETRA era la investigació en física de partícules. De 1978 a 1986, es va utilitzar per estudiar les col·lisions electró-positró amb els quatre experiments JADE, MARK-J, PLUTO i TASSO. El descobriment del gluó, la partícula portadora de la força nuclear forta, realitzat per la col·laboració TASSO l'any 1979, es considera un dels seus resultats principals. PETRA va poder accelerar electrons i positrons fins a 19 GeV.
La investigació a PETRA va conduir a un ús internacional intensificat de les instal·lacions de DESY. Científics de la Xina, França, Israel, els Països Baixos, Noruega, el Regne Unit i els EUA van participar en els primers experiments a PETRA juntament amb molts col·legues alemanys.

## PETRA II
L'any 1990 es va tornar a posar en funcionament la instal·lació amb el nom de PETRA II com a preaccelerador de protons i electrons/positrons per al nou accelerador de partícules HERA. El març de 1995, PETRA II estava equipat amb onduladors per crear majors quantitats de radiació de sincrotró a energies més altes, especialment a la part de raigs X de l'espectre. PETRA II va servir al Laboratori de Radiació de Sincrotró d'Hamburg (HASYLAB) a DESY com a font de radiació de sincrotró d'alta energia en tres àrees experimentals de prova. A PETRA II, els positrons es van accelerar fins a 12 GeV.

## PETRA III
PETRA III és la tercera encarnació de l'anell d'emmagatzematge PETRA, que serveix una de les fonts de raigs X basades en anells d'emmagatzematge més brillants del món d'ençà del 2009. L'accelerador produeix partícules amb energies de 6 GeV. Actualment hi ha tres sales d'experimentació (que rep el nom de diversos científics famosos). El més gran, anomenat Max von Laue Hall, té un terra de formigó de més de 300 m de llargada construit com una sola peça per tal de limitar les vibracions. PETRA III ofereix feixos de raigs X durs de molt alta brillantor a més de 40 estacions experimentals.

## Lectura aprofundida
- P. Söding European Physical Journal H, 35, 1, 2010, pàg. 3–28. Bibcode: 2010EPJH...35....3S. DOI: 10.1140/epjh/e2010-00002-5.